# Original Gangsters
Original Gangsters(OGs)는 1993년 창단한 스웨덴의 범죄 조직으로 상당한 주목을 받고 있는 조직 범죄집단 중 하나이다. 거점은 예테보리이다. Denho Acar에 의해 창단되었고, 그는 2007년에 스웨덴에서 도피했다. 조직원이 얼마나 되는지는 확실하지 않다. 그들 스스로 보유하고 있는 자료에 속한 백여명의 조직원들이 스웨덴 경찰에 의해 구금된 상태이기도 하다. 스웨덴 경찰은 해당 조직은 현재 상당히 소멸했다고 밝히고 있다.
이 조직의 이름은 1991년 [[갱스터 랩|갱스러 래퍼]|] 아이스-T가 사용한 오리지널 갱스터라는 이름에서 기원한다.